# ソノダバンド
ソノダバンドは日本のインスト・バンドである。
ヴァイオリン・チェロ・キーボード・ギター・ベース・ドラムの6人編成。

## メンバー
園田涼（ソノダリョウ、10月25日）兵庫県三木市出身。keyboard担当。
熱田哲（アツタサトル、11月9日）兵庫県神戸市出身。violin担当。
橋本怜（ハシモトリョウ、5月24日）大阪府出身。cello担当。
赤股賢二郎（アカマタケンジロウ、1月20日）高松高等学校卒 工学部大学院卒  香川県出身。guitar担当。
牧瀬崇之（マキセタカユキ、1月7日）北海道出身。bass担当。
小山田和正（オヤマダカズマサ、5月26日）東京都出身。drums担当。

## バイオグラフィ
2006年5月
- 園田涼が灘高等学校の後輩、熱田哲の上京を機にバンド結成。当初はヴァイオリン・ギター・キーボード・ベースという編成。初ステージは東京大学の五月祭。園田・赤股が所属していた東大最大のバンドサークル「音感」のライブであり、「園田がバンドやるからソノダバンドでいいや」という安易なバンド名の決定がなされる。

6月
- ドラマーを加え、5人編成に。

12月
- 神戸のライブで、初代のドラマーの代役として小山田和正が初参加。この日のライブを収録したものが「0枚目のアルバム」と言われる『Live At Maiden Voyage』である。

2007年3月
- ドラマーとベーシストが脱退。小山田がソノダバンドの正式メンバーとなる。同時に、牧瀬崇之がベーシストとして加入。

5月
- 灘高校の後輩、橋本怜が上京し、メンバーに加わる。この時点でメンバーが現在の6人となる。

9月
- 絵本「地雷ではなく花をください」チャリティートーク＆ライブイベントへ出演。

10月
- 小椋佳「歌談の会」（於：神戸文化大ホール）にオープニングアクトとして出演。同日に初のアルバム『prelude』を発売。

2008年2月
- テレビ朝日系「ストリートファイターズ」放送。番組の特集アーティストとして紹介される。

6月
- 2ndアルバム『moratorium』発売。
- 初のツアー“キノコトリップ”開催。札幌・KRAPS HALL、福井・越前町朝日障害学習センター内多目的ホール、神戸・チキンジョージ、高松・サンポートホール[小]、東京・駒場小空間でライブを行う。

2009年8月
- 2106組が参加した「出れんの!?サマソニ!?」のオーディションに勝ち残り、SUMMER SONIC2009（東京）への出演を果たす。

11月
- 「東京バンドサミット2009 vs Asian Beat」（於：パシフィコ横浜・国立大ホール）に参加。国内1位獲得。

12月
- 12月14日、園田と佐藤剛が、東京・サントリーホールで開かれた上原ひろみコンサートの会場で出会う。これをきっかけに、プロデューサーとして佐藤剛がソノダバンドの活動を全面的にサポートするようになる。

2010年3月
- 6日、渋谷・7th Floorにて“What is ソノダバンド？”と題した、渡米に向けての壮行会ライブを100人限定で開催。このライブで初めてソノダバンドのライブを目にした音楽関係者、映像関係者などが、手弁当で支援を始めるようになる。
- アメリカテキサス州オースティンで開催される音楽ショーケースイベント、SXSWに出演。この成功で自信を付け、プロとして活動する意志が固まる。

5月
- 約二年間かけて完成した初のフルアルバム『shiftrise』を発売。タイトルの由来はshift（転換）+try（挑戦）+rise（上昇）からくる造語。アレンジャー/プロデューサーに明石昌夫を迎え、マスタリングはスターリング・サウンド（ニューヨーク）のTed Jensenが手がけている。CDジャケットのデザインは佐野研二郎。このアルバムはメンバーの意向により、ライブ会場では定価の半額の1,500円で販売されている。
- アルバム発売記念ライブ“This Is ソノダバンド”を、神戸・チキンジョージと東京・Pleasure Pleasure（2日間）にて開催。

7月
- 全国ツアー“This Is ソノダバンド II”敢行。札幌・KRAPS HALL、高松・DIME、大阪・Shanri-La、神戸・チキンジョージ、京都・拾得、東京・YAMAHA銀座スタジオでライブを行う。
- DVD『“This Is ソノダバンド”official Bootleg』をライブ会場限定で発売。5月の渋谷・Pleasure Pleasureでのライブを12台のカメラで収録した作品。

9月
- アルバム『ルネサンス』のマスタリングをスターリング・サウンドで行うため、園田涼がニューヨークへ旅立つ。
- iTunes Storeでアルバム『shiftrise』の全世界配信が始まる。

10月
- オリコン社が毎月1アーティストのみ選定する、次のブレイクを担うアーティスト「Oricon Power Next」に選ばれる。インストバンドとしては史上初の快挙。
- TBSラジオ「Kakiiin」に隔週レギュラーとして出演を始める（～2011年3月）。
- Nack5にてマンスリーレギュラー「ソノダバンドの大宮エクスタシー」放送。
- Victor FlyingStar Recordsより、メジャーデビューアルバム『ルネサンス』を発売。プロデューサーは佐藤剛、サウンドプロデューサーは明石昌夫、レコーディングエンジニアは山口泰。マスタリングエンジニアはTed Jensen。
- 11日、日刊スポーツのソノダバンド特集記事を受け、Yahoo! Japanトップニュース、mixiニュースのアクセスランキング1位、google検索キーワード3位など、大々的な話題に。
- 日本テレビ「ズームイン！SUPER」、フジテレビ「めざましテレビ」、テレビ朝日「やじうまプラス」出演。
- 25日、MBS「ちちんぷいぷい」出演。約20分にわたって特集され、スタジオ生ライブも行う。
- メジャーデビュー記念「ルネサンス」ツアー敢行。大阪・JANUS、神戸・チキンジョージ、東京・Pleasure Pleasure。全公演Sold Out。
- 「Soul River_2010」がTBSテレビ「@Heart」タイアップ曲に。

11月
- 19日のTBSラジオ「Kakiiin」生放送中に、TBS文化事業部より、渋谷Bunkamura ザ・ミュージアムにて行われる「フェルメール《地理学者》とオランダ・フランドル絵画展」のテーマソングの作曲・演奏を依頼され、一週間後の「Kakiiin」で候補曲を生演奏プレゼン。

12月
- 25日に渋谷・Bunkamuraオーチャードホールにて「ソノダバンドのHappy Xmas」を開催。
- 26日、TBSテレビ「@Heart」出演。

2011年1月
- SK-II「肌道」TVCMイメージ曲を提供(CMで使われているのは園田のソロピアノ部)。
- 8日、Kiss FM KOBEでレギュラー番組「ラヂヲビリビリ」がスタート。

2月
- 美空ひばりの23回忌に際して開催された「HIBARI 7 DAYS」（於：世田谷パブリックシアター）に出演。

青木隆治、石川セリ、小椋佳、キム・ヨンジャ、ジェロ、堂島孝平、谷村詩織、谷村新司、土岐麻子、中納良恵（EGO-WRAPPIN'）、中村中、畠山美由紀、マイア・バルー、松浦亜弥、水樹奈々、武藤昭平（勝手にしやがれ）、由紀さおり、雪村いづみらとソノダバンドが共演。
3月
- TBSテレビ「はなまるマーケット」に生出演、生ライブを行う。Google検索急上昇ワード1位を記録するなど、大反響に。
- 2年連続でSXSWに出演、並びにニューヨークのS.O.B.s、ロサンゼルスのAlvas Showroomで公演を行う。NY・LA公演には中村 中がゲスト参加した。

4-5月
- 「ルネサンスツアーII」敢行。名古屋・ell.SIZE、高松・オリーブホール、神戸・チキンジョージ、大阪・なんばHatch、福岡・Rooms、山形・米沢市市民文化会館、札幌・KRAPS HALL、東京国際フォーラム・ホールC。

6月
- 20日、帝国ホテルにて催された美空ひばりの23回忌法要にて演奏。

7月
- 青森ブルースフェスティバルにて、佐藤竹善とジョイントライブ。
- 葉加瀬太郎主催の野外音楽イベント「情熱大陸Special Live Summertime Bonanza」に出演（大阪・万博記念公園、東京・夢の島陸上競技場）。

11月
- 11日、東京ドームにて催された美空ひばりメモリアルコンサート 「だいじょうぶ、日本！」～空から見守る 愛の歌～に出演。
- 15・16日の二日間、「疾走　リリース記念LIVE」を神戸チキンジョージにて行う。
- EMI MUSIC JAPAN移籍後の第一作、メジャー通算二枚目のフルアルバム『疾走（はしれ はしれ）』をリリース。
- 由紀さおりのシングル『季節の足音』のアレンジ・演奏を務める。
- 29日、MBS「ちちんぷいぷい」出演。ロザンとのトークバトルと生演奏。

12月
- 二枚目となるライブDVD「2010年12月25日のソノダバンド」をリリース。Bunkamuraオーチャードホールにて行われた「ソノダバンドのHappy Xmas」をDVD化したもの。
- 12日、東京・赤坂BLITZにて、「疾走　リリース記念LIVE」を行う。
- 26日、名古屋ブルーノート・28日、大阪ビルボードにて「おめかしナイト」開催。

2012年2月
- フジテレビ「僕らの音楽」にて、水樹奈々・平原綾香とのコラボレーションライブを披露。

3月
- フジテレビ「MUSIC FAIR」にて、水樹奈々・郷ひろみとのコラボレーションで「深愛」を演奏。

2014年2月19日
- 2014年3月末を以って解散する予定である旨が発表される[2]。

2014年3月31日
- ラストライブ「sonodaband Final Live」を開催し解散した。

## ディスコグラフィー

### アルバム
1. Live At Maiden Voyage（2007年2月8日発売、生産終了）
  1. Spanish Ecstasy
  2. Long For Eden
  3. Spartacus Love Theme
  4. No More Passion
  5. 雪の子ども
2. prelude（2007年10月8日発売、生産終了）
  1. 序曲のための序曲
  2. 序曲
  3. Parkwalk
  4. ぼくの知らない場所
  5. Lad Call
  6. Loop
  7. C'est la vie
3. moratorium（2008年6月14日発売、生産終了）
  1. No More Passion
  2. Take Me To The Party
  3. Love-in-the-Mist
  4. 白鳥の湖
  5. Interlude
  6. キノコトリップ
  7. あぜ道
  8. FF(Future Funk)
4. shiftrise（2010年5月5日発売）
  1. Trust Your Groove
  2. Flying Express II
  3. Spanish Ecstasy
  4. Who Loves Rain
  5. Soul River
  6. Kirishigure
  7. Boku-no-Swing
  8. Brazilian Sunset
  9. float
  10. Shattered Love
  11. Mousugu
  12. Take Me To The Carnival
5. ルネサンス（FlyingStar Records 2010年10月20日発売）
  1. Soul River_2010
  2. Reflections
  3. 悲しい太陽
  4. 旅立つものたち
  5. 上海午前零時
  6. Tango-Fragments
  7. C'est la vie [Re:]
  8. 生きる
  9. Spanish Ecstasy [LIVE] (Bonus Track)
  10. もうすぐ [LIVE] (Bonus Track)
6. 光、透明、または情熱（FlyingStar Records 2011年3月2日発売）
  1. 光、透明、または情熱
  2. 地理学者のワルツ
7. 疾走（はしれ はしれ）（EMI MUSIC JAPAN 2011年11月9日発売）
  1. sayonara(さざ波に寄せて)
  2. はしれ、はしれ
  3. デマゴーゴス
  4. Manic Street
  5. 千鳥足のススメ
  6. 素晴らしき朝帰り
  7. 上陸セヨ
  8. ねじれた手紙
  9. 道草のススメ
  10. 出たとこ勝負
  11. Catch The Rainbow!
8. 火の玉（C7Records/UK.Project 2012年12月12日発売）
  1. 火の玉
  2. Royal Straight Flush
  3. 幸せはぬるま湯
  4. 討入前夜
  5. きえてなくなりたいぼくたちのために
  6. The Coast Session
  7. Ringojuice
  8. トーキョー＝ストロール
  9. 沈む瀬
  10. 浮かぶ瀬

### DVD
1. 2010年5月15日のソノダバンド（ビクターエンタテインメント 2010年12月22日発売）
  1. Trust Your Groove
  2. Flying Express II
  3. Spanish Ecstasy
  4. Brazilian Sunset
  5. float
  6. 悲しい太陽
  7. 上海午前零時
  8. Soul River
  9. Black Day
  10. 霧時雨
  11. ぼくのスウィング
  12. Shattered Love
  13. Take Me To The Carnival
  14. もうすぐ
  15. Moonset
2. 2010年12月25日のソノダバンド（EMI MUSIC JAPAN 2011年12月7日発売）
  1. 上海午前零時
  2. Reflections
  3. Manic Street
  4. Spanish Ecstasy
  5. 旅立つものたち
  6. 悲しい太陽
  7. 上陸セヨ
  8. 真赤な太陽
  9. 出たとこ勝負
  10. Take Me To The Party
  11. Catch The Rainbow!(以下、特典映像）
  12. Soul River_2010 PV
  13. Soul River_2010 PVおまけ
  14. 上陸セヨ[LIVE_SXSW2011]
  15. 光、透明、または情熱[LIVE_SXSW2011]